# Maxim-Gorki-Literaturinstitut
Das Maxim-Gorki-Literaturinstitut (russisch Литературный институт имени А.М. Горького/ Literaturny institut imeni A.M. Gorkowo) ist eine Hochschule für literarisches Schaffen und künstlerisches Übersetzen in Moskau. Es ist eine weltbekannte Ausbildungsstätte für Schriftsteller, Dichter und Journalisten und brachte zahlreiche berühmte Persönlichkeiten hervor.

## Geschichte

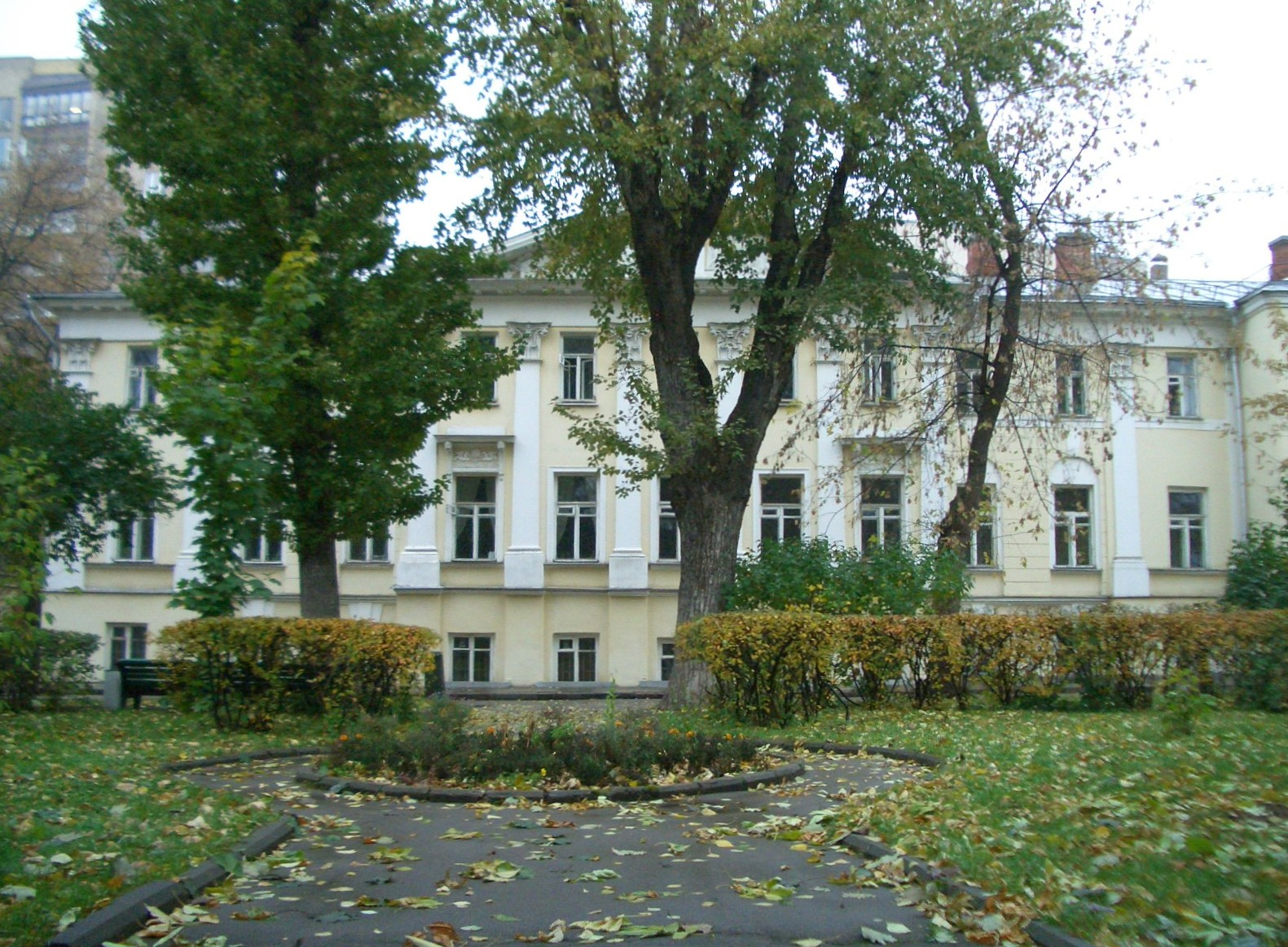
Das klassizistische Gebäude des Gorki-Literaturinstituts

Vorgänger des Institut waren das Brjussow-Literaturinstitut (russisch Высший литературно-художественный институт имени В. Я. Брюсова/ Wysschyi literaturno-chudozhestwennyi institut imeni W. J. Brjussowa) (1921–1925) und die Brjussow-Kurse (russisch Высшие государственные литературные курсы/ Wysschyje gossudarstwennyje literatutnyje kursy) (1925–1929).
Das Institut wurde 1933 auf Anregung Maxim Gorkis als berufsbegleitende Arbeiteruniversität gegründet und nach seinem Tod 1936 in Maxim-Gorki-Institut für Literatur umbenannt. Bis 1991 war es dem Schriftstellerverband der Sowjetunion und dem für die Hochschulen zuständigen Ministerium beziehungsweise Komitee der UdSSR unterstellt. 1992–2014 unterstand es dem russischen Ministerium für Bildung und Wissenschaft, seit 2014 untersteht es dem russischen Kultusministerium. Es befindet sich im Geburtshaus Alexander Herzens am Twerskoj bulwar 25.

## Angebot
Es gibt zwei Fakultäten (Normales Studium und Fernstudium) und neun Lehrstühle: Ausländische Literatur, Fremdsprachen, Literarisches Schaffen, Gesellschaftswissenschaften, Russische Sprache und Stilistik, Klassische russische Literatur und Slawistik, Russische Literatur des 20. Jahrhunderts, Theorie der Literatur und Literaturkritik sowie Künstlerisches Übersetzen. Rektor ist Alexej N. Warlamow (russisch: Алексей Николаевич Варламов). Die Bewerber werden unter anderem aufgrund eigener literarischer Werke bei den Eingangsexamen ausgewählt. Die Zahl der Studenten liegt bei 500 im normalen Studium und 240 im Fernstudium. Die Diplomarbeiten sind literarische Werke oder künstlerische Übersetzungen. 

## Berühmte Personen
Zu den Dozenten und Lehrkräften gehörten beispielsweise folgende Schriftsteller: Konstantin Fedin, Konstantin Paustowski, Anatoli Pristawkin, Alexander Sinowjew, Wiktor Schklowski und Juri Trifonow.
Zahlreiche bekannte Schriftsteller und Journalisten studierten ebenfalls am Maxim-Gorki-Literaturinstitut, darunter Gennadi Aigi, Tschingis Aitmatow, Bella Achmadulina, Fasil Iskander, Vizma Belševica, Yodgor Obid, Atukwei Okai, Konstantin Simonow, Ismail Kadare, Wladimir Tendrjakow, Anatoli Kim, Ak Welsapar, Rassul Gamsatow, Jurij Andruchowytsch, Halima Xudoyberdiyeva, Polina Daschkowa, Mykola Rjabtschuk, Ibrahim al-Koni, Anatoli Pristawkin, Mascha Rolnikaitė, Begdsiin Jawuuchulan, Lew Oschanin, Gennadi Alamija, Wladimir Karpow und Jaan Kruusvall.